# Spotlight (песня)
«Spotlight» — песня американской певицы Мадонны из сборника ремиксов You Can Dance. Песня была выпущена синглом только в Японии. Мадонна никогда не исполняла песню вживую. Видео на песню не было снято.

## Список композиций
- Японский 7" винил[1]

1. «Spotlight» (Single Edit) — 4:33
2. «Where’s The Party» (Remix Single Edit) — 7:23

- Японский мини-CD[2]

1. «Spotlight» (Single Edit) — 4:33
2. «Where’s The Party» — 4:10

## Чарты
| Чарт (1988)                            | Место |
| -------------------------------------- | ----- |
| Japan Oricon Singles Chart             | 3     |
| Американский Billboard Hot 100 Airplay | 32    |
| Американский Hot Crossover Singles     | 15    |